# Grödig
Grödig ist eine Marktgemeinde im Land Salzburg im Bezirk Salzburg-Umgebung in Österreich mit 7385 Einwohnern (Stand 1. Jänner 2024).

## Geografie
Innerhalb des Salzburger Lands liegt Grödig im Flachgau am südwestlichen Rand des Salzburger Beckens. Es befindet sich am Fuß des Untersbergs, an der Anschlussstelle Salzburg-Süd der Tauern Autobahn.

### Gemeindegliederung
Das Gemeindegebiet umfasst folgende vier Ortschaften (in Klammern Einwohnerzahl Stand 1. Jänner 2024):
- Eichet (260) samt Baderbauer und Holznergütl (47,75231° N, 13,03502° O)
- Glanegg (2326) samt Fürstenbrunn und Untersberg (47,7513° N, 13,0133° O)
- Grödig (3688) samt Gartenau und Hangendenstein (47,7398° N, 13,0386° O)
- Sankt Leonhard (1111) samt Drachenloch (47,7256° N, 13,0421° O)

Die Gemeinde besteht aus den Katastralgemeinden Glanegg und Grödig.

### Nachbargemeinden
| Wals-Siezenheim                              |                                              | Salzburg (Statutarstadt) |
| Großgmain                                    | Kompassrose, die auf Nachbargemeinden zeigt  | Anif                     |
| Bischofswiesen (Lkr. Berchtesgd.Ld., BY, DE) | Schellenberger Forst ∗ (Gemfr. Geb., BY, DE) | Hallein (Bez. Hallein)   |

∗ Staatsforst, daran anschließend Marktschellenberg, Lkr. Berchtesgd.Ld.

## Geschichte
Namensherkunft
Bei der Namensherkunft – Ersterwähnung ad crethica [ecllesia] (Notitia Arnonis 790) – gibt es zwei gängige Möglichkeiten: Friaulisch cret bedeutet „der Fels“, italienisch crett bedeutet „der Riss, die Spalte, die Felsspalte“ (Verbindung mit dem Untersberg und seinem Bergbau liegt nahe); der Name dürfte also in die Römerzeit Iuvavums datieren.
- St. Leonhard: Die Kirche ist dem heiligen Leonhard von Limoges geweiht (Patron der Tiere). (Lt. Koch-Sternfeld waren die ursprünglichen Namen für „das stille Tal von St. Leonhard“ Tuval und Grafengaden.)[2]
- Eichet: Eichenwälder im Moor der Glan, die Bauern mussten im Mittelalter Eicheln als Lehen abgeben, der Name ist in der Nachbarschaft häufiger (z. B. Eichet bei Loig)
- Glanegg: Nach der Glan, keltisch glann „Wasser“, egg „rein“ (hier kann aber auch nur Bezug zum Schloss Glanegg vorliegen, egg „Eck, Felsen, Landmarke“ oder Umdeutung)
- Fürstenbrunn: Fürsterzbischöfe bezogen ihr Wasser aus dem Brunnen dieses Ortsteils

Frühe Geschichte
- Steinzeit: Keine Funde bis auf einige Speerspitzen; keine Anzeichen für eine Siedlung
- Bronzezeit: Erste große Siedlung im Süden von Grödig, Grabhügel in der Nähe des Friedhofes: Diese wurden 1941 und 1953 erforscht. Man fand Waffen, Gefäße und Schmuck.
- Eisenzeit: Keine Funde; Verlagerung des Siedlungsraumes in Richtung Hallein wegen Salzabbau
- Römerzeit: Grödig besonders wichtig aufgrund des Untersberger Marmors. Funde: Gräber, Münzen, Waffen, Römerstein in der Friedhofsmauer (202 n. Chr. aufgestellt).
- 482: Tod des Heiligen Severin, Baiuwareneinfälle, Evakuierung der römischen Bürger durch Odoaker, jedoch blieben viele Einwohner in Grödig. Die Gräber aus dieser Zeit hatten keine Grabbeigaben mehr.
- 6. und 7. Jahrhundert: Grödig wird wichtig für die Baiuwaren (2. Lautverschiebung: Diese wurde nur in Gebieten mit einer hohen Anzahl an Baiuwaren durchgesetzt, vergl. Adnet, Kuchl)

Ortsgeschichte
- 790: Erste urkundliche Erwähnung in der Notitia Arnonis. Bischof Arno zählt in diesem Schriftstück die Besitzungen der Salzburger Kirche auf. Dabei wird Grödig unter ad crethica ecllesia cum territorio aufgezählt.
- Mittelalter: Wenig bekannt. Grödig wurde der Abtei St. Peter unterstellt und von dieser verwaltet.
- 1136: Stollen durch den Mönchsberg, Beginn der Arbeiten am Almkanal, der Wasser für die Stadt Salzburg liefern sollte, unter Meister Albert
- 1143: Fertigstellung des ersten Teilstücks des Almkanals
- 1150: Grödig wird zur Pfarre
- 1260: Durchstichstrecke von Grödig bis zum Almkanal
- 1525: Bauernaufstände: Obwohl sich einige Bauern formierten, blieben die Aufstände in Grödig eher unbeachtet.
- 1645: Umbau des Schlosses Glanegg unter Erzbischof Marcus Sitticus
- 1809: Pater Joachim Haspinger (neben Andreas Hofer Anführer der Bauernaufstände in Tirol) dringt bis Grödig vor. Im Nachbarort formieren sich allerdings bayerische Truppen, Rückzug der Bauernscharen
- 1848: Grödig wird eine Gemeinde
- 1869: Der Almkanal dient als Energiespender für viele Betriebe und Fabriken: 13 Firmen
- 1886: Eröffnung der Lokalbahn Salzburg–Hangender Stein, die anfangs als Dampfstraßenbahn betrieben wurde und zunächst an der Station St. Leonhard-Drachenloch endete. Weitere Haltestellen im Gemeindegebiet waren Grödig und St. Leonhard-Gartenau. Später wurde die Strecke elektrifiziert und meist als Rote Elektrische bezeichnet. Außerdem erfolgte die Verlängerung bis Berchtesgaden.
- 1907/08: Weiterbau nach Hangender Stein, im Jahr darauf Verknüpfung mit der Lokalbahn Berchtesgaden–Hangender Stein, der sogenannten Grünen Elektrischen
- Erster Weltkrieg: Eines der größten Kriegsgefangenenlager in Österreich-Ungarn entsteht in Grödig, ca. 40.000 (zumeist russische) Gefangene. Heute erinnert der Russenfriedhof an das Lager.
- Zwischenkriegszeit: Notgeld; da der Staat zu viel Papiergeld in Umlauf brachte, horteten viele Menschen ihr Münzgeld. Um diesen Mangel zu beheben, bekamen viele Gemeinden „ihr eigenes Geld“.
- NS-Regime und Zweiter Weltkrieg: 17. November 1944 Bombenangriff: 65 Todesopfer
- 1953: Endgültige Einstellung der Straßenbahn, Abriss des Bahnhofs
- 1959–1961 Bau der Untersbergbahn, seinerzeit eine technische Meisterleistung

## Politik

### Gemeinderat
| Gemeinderatswahl 2024Wahlbeteiligung: 66,2 % 6050403020100 59,4 % (+3,4 %p)18,6 % (−7,2 %p)11,6 % (+4,4 %p)10,4 % (−0,6 %p) VPuPFSPÖFPÖGRÜNE20192024 |

Die Gemeindevertretung hat insgesamt 25 Mitglieder.
- Mit den Gemeindevertretungs- und Bürgermeisterwahlen in Salzburg 2004 hatte die Gemeindevertretung folgende Verteilung: 13 GVP - Grödiger Volkspartei und Parteifreie BGM. Hemetsberger, 9 SPÖ, 2 GABL - Grödig, und 1 FPÖ.
- Mit den Gemeindevertretungs- und Bürgermeisterwahlen in Salzburg 2009 hatte die Gemeindevertretung folgende Verteilung: 12 VP+Pf, 8 SPÖ, 3 FPÖ, und 2 GABL.[3]
- Mit den Gemeindevertretungs- und Bürgermeisterwahlen in Salzburg 2014 hatte die Gemeindevertretung folgende Verteilung: 15 ÖVP und Parteifreie, 6 SPÖ, 2 FPÖ, und 2 GABL.[4]
- Mit den Gemeindevertretungs- und Bürgermeisterwahlen in Salzburg 2019 hatte die Gemeindevertretung folgende Verteilung: 15 ÖVP und Parteifreie, 7 SPÖ, 2 GU, und 1 FPÖ.[5]
- Mit den Gemeindevertretungs- und Bürgermeisterwahlen in Salzburg 2024 hat die Gemeindevertretung folgende Verteilung: 16 Volkspartei und Parteifreie, 4 SPÖ, 3 FPÖ und 2 GU.[6]

### Bürgermeister
- 1964–1983 Fritz Schorn (SPÖ)[7]
- 1983–1999 Dieter Engels (SPÖ)[8]
- 1999–2019 Richard Hemetsberger (VP+Pf)[9]
- seit 2019 Herbert Schober (VPuPF)

### Wappen
Das Wappen der Gemeinde ist beschrieben:
Rot über Silber geteilt, darin oben ein vorwärtsgekehrter silberner (weißmarmorner) wasserspeiender Löwenkopf, der Schwall ergießt sich in fünf blauen Strahlen in das untere Schildfeld.
Die fünf Strahlen sollen die fünf Ortsteile von Grödig darstellen.

### Gemeindepartnerschaften
- Es besteht eine Partnerschaft mit dem Rio-Negro-Schutzgebiet, der Region um den Rio Negro (Amazonas).
- Die Gemeinde Grödig ist seit 1990 Mitglied im Klima-Bündnis. Im Rahmen des e5 – Programm für energieeffiziente Gemeinden ist es mit «eeee» (Stand 3/2012) und dem European Energy Award (eea) prämiert.

## Kultur und Sehenswürdigkeiten

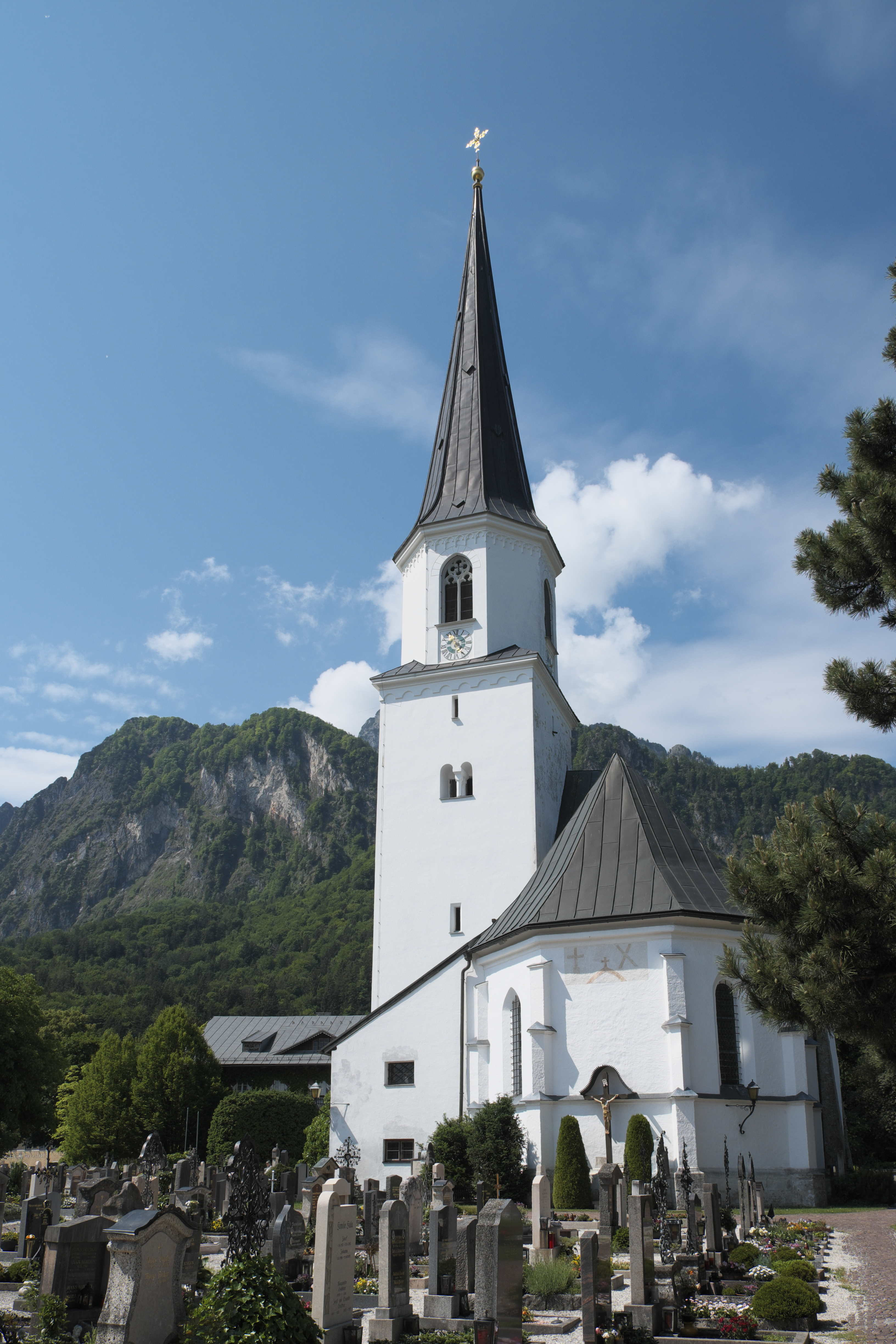
Pfarrkirche Grödig

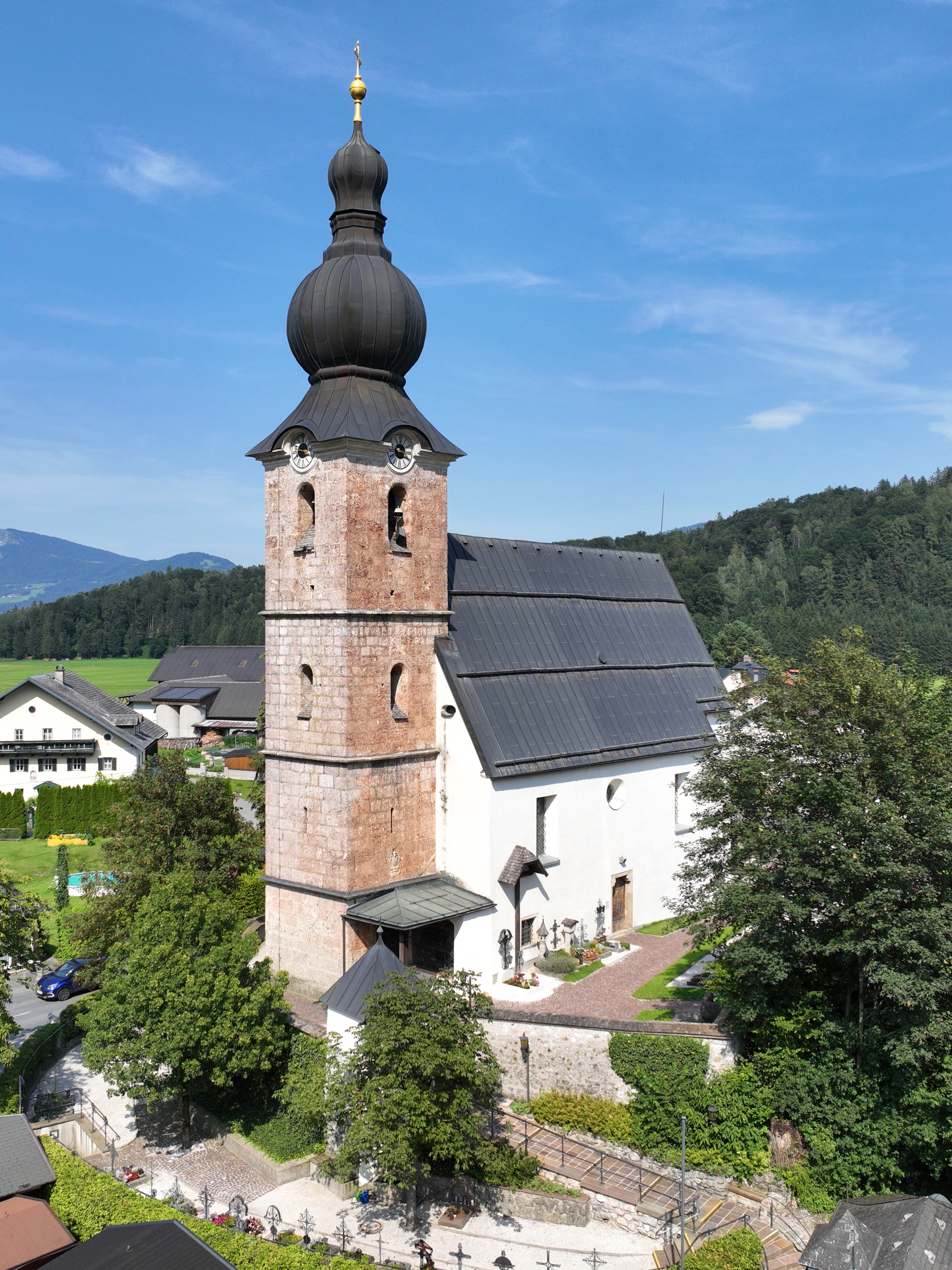
Wallfahrtskirche St. Leonhard

- Schloss Glanegg mit Gutshofbrunnen
- Römerstein von Grödig
- Katholische Pfarrkirche Grödig Mariä Verkündigung
- Wallfahrtskirche St. Leonhard
- Untersbergmuseum mit Kugelmühlen in Fürstenbrunn, Steinbrüchen des Untersberger Marmors
- Radiomuseum
- Gedächtnissäulen im Kieferbruch
- Kriegerdenkmal Grödig
- Nepomuk-Brunnen in St. Leonhard
- St. Christophorus-Brunnen am Marktplatz in Grödig
- Spielbergbrunnen in Grödig
- Grödiger Bauerntheater

### Natur
- Untersberg mit seinem Höhlenreichtum (im Besonderen die Kolowratshöhle am Dopplersteig unterhalb des Zeppezauerhauses) und seinem bekannten Sagenkreis, Seilbahn von St. Leonhard
- Bis auf den Siedlungsraum gehört das gesamte Gemeindegebiet zum Landschafts- und Pflanzenschutzgebiet Untersberg (LSG 51,[10] PSG 1[11]), der über den bayerischen Biosphärenreservat Berchtesgadener Land (angrenzend Entwicklungszone) einem Schutzverbund angehört, das sich bis in Pongau und Pinzgau und nach Nordwesten fortsetzt. In Salzburg setzt das Landschaftsschutzgebiet Leopoldskroner Moos fort.

### Sport
- Mit der Untersbergbahn verfügt Grödig über ein kleines Insider-Skigebiet, das besonders unter Variantenfahrern und Tourengehern der Gegend bei Lawinenlage beliebt ist.
- Der Fußballklub SV Grödig spielte seit der Saison 2013/14 in der österreichischen Fußball-Bundesliga und qualifizierte sich als Tabellendritter für die Qualifikationsrunde zur Europa League 2014/15. Nach dem Abstieg 2015/16 startete der Klub in der Regionalliga neu.
- Grödig liegt am Salzhandelsweg-Radweg, der den Untersberg umrundet und etwas westlich des Tauernradwegs, der der Salzach entlang führt.[12][13]

## Wirtschaft und Infrastruktur

### Unternehmen
- Die Leube-Gruppe mit Sitz in Grödig stellt Baustoffe her und liefert insbesondere Transportbeton. 185 Millionen Euro Umsatz und 600 Mitarbeiter (2023). 2024 Expansion nach Slowenien durch Übernahme des dortigen Transportbeton-Marktführers Marolt Beton mit 16 Mio. € Umsatz und 66 Mitarbeitern.[14]

- Der Süßwarenhersteller Salzburg Schokolade (Mirabell-Mozartkugel) meldete im November 2021 den Konkurs an.[15] Ende 2024 wurde die Produktion eingestellt.[16][17]

### Verkehr
Seit Dezember 2019 endet im 20-Minuten-Takt die Obuslinie 5 der Salzburg AG in Grödig an der Talstation der Untersbergbahn, wobei sie innerhalb der Gemeinde ohne Oberleitung im Batteriemodus verkehrt.

### Energie
Grödig gehört zu den 24 Gemeinden in Österreich (Stand März 2019), die mit der höchsten Auszeichnung des e5-Gemeinden Energieprojekts ausgezeichnet wurden. Das e5-Gemeinde-Projekt soll die Umsetzung einer modernen Energie- und Klimapolitik auf Gemeindeebene fördern.

## Persönlichkeiten

### Ehrenbürger der Gemeinde
- 1968: Adolf Zückert, Major d. R.
- 2019: Richard Hemetsberger, Bürgermeister von Grödig 1999–2019[20]
- Franz Nikolasch (1933–2022), römisch-katholischer Theologe, Liturgiewissenschaftler, Christlicher Archäologe und Universitätsprofessor

### Söhne und Töchter der Gemeinde
- Victor Band (1897–1973), Reichstagsabgeordneter der NSDAP
- Adi Macek (1939–1993), Fußballspieler
- Friedrich Mayr-Melnhof (1924–2020), Politiker (ÖVP)
- Franz Viktor Spechtler (* 1938), Germanist
- Harald Krassnitzer (* 1960), Schauspieler
- Genia Kühmeier (* 1975), Sopranistin
- Tobias Rieser (* 1988), DJ

### Personen mit Bezug zur Gemeinde
- Karlheinz Böhm (1928–2014), wohnte im Ort und ist hier gestorben